# More4
 (août 2018).
More4 est une chaîne de télévision britannique appartenant à Channel Four Television Corporation.

## Histoire
Lorsque la chaîne fut lancée en 2005, la chaîne a essayé d'attirer le public en diffusant des drames américains à succès, comme la série À la Maison-Blanche, en diffusant les saisons 6 et 7 à la suite, venant de sa chaîne sœur E4. La chaîne a aussi rediffusé FBI : Portés disparus, venant de sa sœur Channel 4. La chaîne a également diffusé d'autres séries américaines, telles que The Daily Show, Larry et son nombril ou encore a rediffusé des programmes de Channel 4 tels que le jeu télévisé Deal or No Deal, l'émission de télé-réalité Brat Camp, la série policière Dispatches et la controversée série de documentaires, BodyShock. Le programme de la journée est composé de films classiques et de rediffusion d'émissions telles que Capitaine Furillo ou encore Urgences.
La chaîne a également diffusé la télé-réalité de Morgan Spurlock, d'une durée de 30 jours, et a aussi diffusé des drames américains comme The Closer : L.A. enquêtes prioritaires.
La chaîne a diffusé un talk-show nocturne, Starkey's Last Word, organisé par David Starkey durant l'automne. Cette émission était précédemment appelée The Last Word et a accueilli alternativement Stanley Johnson, Mark Dolan, Hardeep Singh Kohli et David Mitchell, et quelques invités exceptionnels tels que Morgan Spurlock.
En milieu de semaine, la chaîne diffuse des courts métrages et des longs documentaires, incluant les films box-office de Channel 4.
Lors de la première nuit, la chaîne a diffusé le documentaire satirique A Very Social Secretary, à propos de l'affaire entre David Blunkett, l'ancien ministre de l'intérieur britannique et Kimberly Quinn.
En avril 2006, More4 a diffusé en direct une hypnothérapie.
Depuis le 23 janvier 2012, More4 s'est recentré sur le style de vie. Les documentaires, qui étaient précédemment diffusés sur la chaîne, ont été déplacés sur Channel 4.
"The Idents Are Featuring Scrapbooks, Then In 27th of september 2018, this is the comment "Ah, More4..It's Like the 2012 idents, but with new logo.", because, i had new logos"
Précédemment, la chaîne était centré sur le mode de vie, les documentaires et des programmes d'arts, en concurrence avec BBC Four et Sky Arts.
La chaîne est diffusée de 9 h à 6 h.
La version HD de More4 a été précédemment annoncée par le groupe pour 2011, et lancée en février 2013.
Le 27 septembre 2018, More4 a un nouveau logo.

### Identité visuelle (logo)

Logo de More4 du 10 octobre 2005 au 23 janvier 2012
Logo de More4 du 23 janvier 2012 au 26 septembre 2018
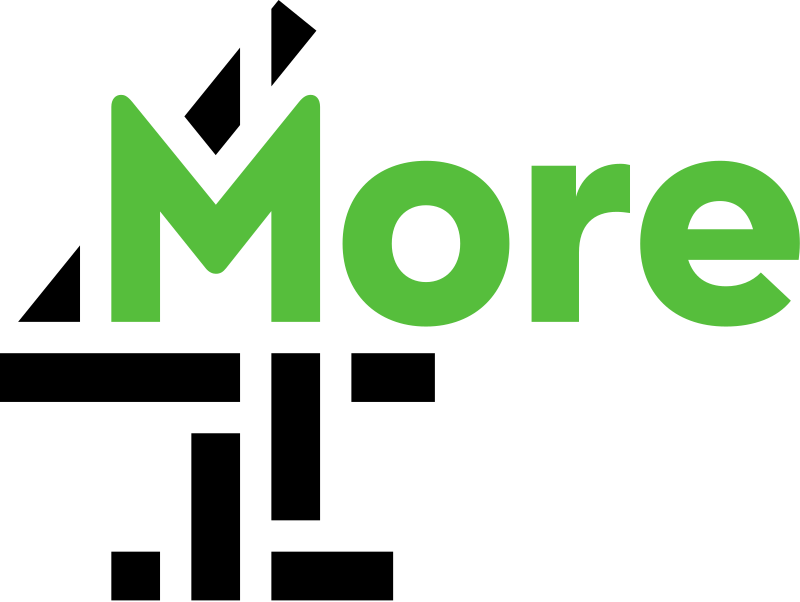
Logo de More4 depuis le 26 septembre 2018

## Diffusion
More 4 est disponible librement sur le satellite Astra 2D, ainsi que sa version +1.
Au Royaume-Uni, la chaîne est disponible sur Freeview (TNT britannique), sur Sky et Freesat, et chez divers opérateurs câble et IPTV.